# عالية رونا
عالية ديلّيغيل رونا (بالتركية: Aliye Rona)‏ ولدت في عام 1922 في مدينة درعا بسوريا وتوفيت في 29 أغسطس عام 1996 بمدينة بنديك بإسطنبول. ممثلة سينمائية ومسرحية بتركيا. مثلت عالية أدوار العديد من الشخصيات. وجسدت بنجاح سيدات الأناضول الصارمين بشكل خاص.

## عنها
في عام 1921 ولدت في مدينة درعا السورية. وهي شقيقة الفنان أفني ديليغيل. درست عالية رونا في مدرسة بيوغلو الليلية الفنية للبنات. وفي أواخر عام 1930م بدأت التمثيل المسرحي كهاوية في إصلاحية كاديكوي. ظهرت عالية رونا على الساحة في مسرحيات أولفي أوراز، وأفني ديلليجيل وأرينا. تزوجت عالية رونا بزهني رونا حيث أنها عملت مع في مسرحية «مدينة إزمير».
وفي عام 1947م بدأت عالية رونا التمثيل السينمائي بفيلم «معاناة الكريم». كان اسم عالية رونا وطيد بأدوار الشخصيات لسنوات عديدة بالسينما التركية. لقبُت رونا بألقاب عديدة لعدة سنوات وجسدت أدوار «الزاهد، والعنيد، والشخص الذي لا يقُهر، والشخص الذي يبحث عن الحق بالقانون، والمكافح، والسيدة القروية والأم» في السينما التركية.
مثلت عالية رونا 204 فيلم وذلك على مدار حياتها الفنية التي تقرب من نصف قرن. وفي عام 1965م حازت على جوائز "أفضل ممثلة مساعدة" في مهرجان أفلام البرتقال الذهبي" في أنطاليا وذلك عن أفلامها "نحن جميعاً أخوة"، و "المضطهدين" في عام 1967 و "الليلة الأخيرة" في عام 1968م. وفي عام 1969م أنتُخبت كأفضل ممثلة مساعدة وذلك عن دورها في فيلم "المنجم " في مهرجان أفلام كوزا الذهبي بأضنة.
وفي الأعوام الأخيرة من حياتها أصٌيبت عالية رونا بالشلل في جانبها الأيمن وجلست رونا على كرسي متحرك. كانت تقيم عالية بدار للرعاية يقع في مدينة بنديك. وكانت أخبار الصحة والعنف التي تحدث في دار الرعاية تحتل الصدارة في الأخبار التلفزيونية. وكانت عالية رونا في حالة سيئة للغاية في هذا الدار. ومع ذلك أعلنت عالية رونا عن طلبها الأخير وذلك إبان تراود أنباء عن دار الرعاية للمسنين وهو «تمثيل شخصية زبيدة هانم والدة أتاتورك». وفي 29 أغسطس عام 1996 توفيت عالية رونا إثر إصابتها بنزيف في المخ في دار الرعاية التي كانت تقيم به ودفٌنت الفنانة بالمقبرة العائلية بمقبرة كاراجا أحمد.

## الأفلام التي مثلتها
- برلين في برلين -1993
- كفاحنا – 1989
- أنا لست خائفاً -1989
- ليرى الشيطان وجهه -1989
- العين الثالثة – 1988
- السلامة – 1988
- المنظمة – عثمانجيك – 1987
- الهلاك – 1987
- الفلاح المسجل – 1987
- المياه الدموية – 1986
- ضربة الجبين – 1986
- حب الراعي – 1986
- صوت العروسة – 1986
- فتاتي - 1986
- الفارس الأسود – 1986
- الأزهار السامة – 1986
- بصمة الإصبع – 1985
- كان محظوراً – 1985
- شبكات صيد القاتلين – 1985
- المغفل – 1985
- الحافلة العابرة – 1984
- شابانيا – 1984
- عدو الملاعق – 1984
- الجينغ شادية – 1982
- جرح القلب – 1982
- ربيع الحب – 1981
- فلتقتلوا الخائن – 1981
- نهاية الموسم – 1981
- ضمادة الدم – 1981
- العفو عن هامايلي – 1981
- حظي الأسود – 1981
- المياه – 1981
- ميلجان – 1981
- أنا تعيس – 1980
- بلادي الغالية – 1980
- هافار – 1980
- فضيحة – 1979
- حينما تزول المحنة الغريبة الأطوار – 1979
- الطيور الرزينة – 1979
- لديه سبع زوجات – 1979
- الفقراء – 1979
- المرأة الغامضة – 1979
- مرأة في جهنم – 1979
- الصحفي – 1979
- السيد درويش – 1978
- الحبيب نيجار – 1978
- الصباح الأخير – 1978
- قلب لا يهتم – 1978
- السيد سيف – 1978
- القصة الثالثة لمهج السيدات – 1978
- الانسجام – 1978
- حارس الملجأ – 1977
- سجناء الحب – 1977
- لا تلمسوا عالمي – 1977
- سريع التأثر – 1977
- اللهب – 1976
- التعيس – 1976
- القضاء والقدر – 1976
- قولوا لأمي لا تبكي – 1976
- ضد كارا مراد فارس الظلام – 1975
- عروس بحجاب أسود – 1975
- أهتز يا رضيعي اهتز – 1975
- تأتي الهيب هوب على الشباب – 1975
- الاكتئاب – 1975
- إضرب رمضان – 1974
- كوما – 1974
- فتاة من الشوارع – 1974
- مرحباً بالشرطة – 1974
- يحمي الله العاشقين – 1974
- الابن التعيس – 1974
- كان من المؤسف الغد – 1974
- نظرة بحذر ومكر – 1973
- الراعي – 1973
- بين حربتين – 1973
- أختي – 1973
- الرجل الغير متوقع – 1973
- الأرض السوداء – 1973
- ابنتي – 1973
- المرأة البغيضة – 1973
- مريم (2) – 1973
- الزفاف – 1973
- العالم الوردي – 1973
- المسافر الغريب – 1972
- أليف وسيدو- 1972
- الحلاق بهجت – 1972
- عشق الغدارين – 1972
- العاهرة \ سقطت فتاة كذلك – 1972
- فخ العاهرة – 1972
- نرمين القلادة الفضية – 1972
- الراعي علي – 1972
- صاحب السعادة إبراهيم – 1972
- بدون قضاء وقدر – 1972
- الحجاب الأسود – 1972
- جيمو – 1972
- الشجاع والقبيح – 1971
- الخطوة الرئيسية – 1971
- طفلي الحبيبي سيزر – 1971
- الشوق – 1971
- المدينة الفانية – 1971
- الله على ما أقول شهيد – 1971
- زينو هاتتشي – 1970
- المرأة المجهولة – 1970
- فتاة الزفاف – 1970
- باريهان الهيبي – 1970
- حينما يقع النصيب – 1970
- زهرة الشخص الفظ – 1970
- اكسبريس أنقرة – 1970
- عش البلبل – 1970
- ابنة المدير – 1969
- تشاكيرجالي محمد إيفي – 1969
- الفتوة المتشرد – 1969
- رجل وحيد – 1969
- سطو الأناضول – 1969
- أنت قصيدة – 1969
- ألم حاد – 1969
- لن أعود لك – 1969
- الظبي علاء – 1969
- فتاتين طاهرتين (فيلم بروايتين) – 1969
- مهد فارغ – 1969
- أيسل ابنة باتكلي دامين – 1969
- أبو مسلم هوراساني – 1969
- العشق الدامي – 1969
- عبيد العشق – 1969
- كيزبان نظيرة – 1968
- اللص خليل (قاطع طريق) – 1968
- هكذا كان المصير – 1968
- المنجم – 1968
- سنوات مريرة – 1968
- قرية متفرعة – 1968
- المدير الكبير – 1968
- مريم اليائسة – 1968
- إغفر لي يا الله – 1968
- باسم القانون – 1968
- كان يحب أربعة – 1967
- عروس بحجاب أسود – 1967
- ملاك مكبل اليد – 1967
- الطريق إلى الجحيم – 1967
- مهجع الخارجين التاسع – 1967
- تأثير عيني – 1967
- الأرض الغير مشروعة – 1967
- أرض رهن الإله – 1967
- الليلة الأخيرة – 1967
- المضطهدين – 1966
- نمنة (طائر) – 1966
- من حضن إلى حضن – 1966
- قانون الأناضول – 1966
- العازبين – 1966
- جريمة الأمهات – 1966
- طريق لا نهاية له – 1965
- طيور أخيرة – 1965
- الأوتاد الثلاثة – 1965
- أغاني مراد – 1965
- الباسلين – 1965
- قبلة وداع – 1965
- سمو النجم – 1965
- إبقى يا حبيبي بعيداً – 1965
- الزواج الغريب – 1965
- تحت النجوم – 1965
- ذيل العقرب – 1965
- الجنة المحرمة – 1965
- حديث العيون – 1965
- الكتاب الأرجواني – 1964
- نحن جميعا إخوة – 1964
- المعلمين – 1964
- عبيد الشيطان – 1964
- الحب على الشاطئ – 1964
- الفتيان لا يبكون – 1964
- بويراز عثمان – 1964
- مرأة في الجحيم – 1964
- الوجه الأسود – 1964
- العشق الملطخ – 1964
- مثقفين في نزل الفتايات – 1963
- حسناء الميناء – 1963
- براعم الحب – 1963
- القسم العظيم – 1963
- قال الله إعشقوا – 1962
- زوج للإيجار – 1962
- الثأر من الأفاعي – 1962
- كانوا خمسة أشقاء – 1962
- ليتني فقدتك – 1961
- عندما حانت ساعة العشق – 1961
- السيدة الصغيرة – 1961
- قلوب محطمة – 1960
- عائشة الساحرة الشيطان – 1960
- الوغد – 1959
- الندم – 1958
- نصيب الفتاة الفقيرة – 1956
- فُسطاط بوزكورت – 1954
- المال الدموي – 1953
- كور أوغلو – السلطان توركان 1953
- حي الشرف – 1953
- جرئ الجريئين – 1952
- عاشقي بيرجاما – 1952
- المزرعة الدامية – 1952
- قلعة الشهداء – 1949
- شك الحقودين – 1949
- ضرب دموي – 1949
- وجه مُلتبس – 1948
- الالام كريم – 1947

## روابط خارجية
- عالية رونا على موقع IMDb (الإنجليزية)
- عالية رونا على موقع قاعدة بيانات الفيلم (الإنجليزية)